# 19 marzo
Il 19 marzo è il 78º giorno del calendario gregoriano (il 79º negli anni bisestili). Mancano 287 giorni alla fine dell'anno.
A partire dal 2044, specialmente negli anni bisestili, cadrà in questo giorno l'equinozio di primavera.

## Eventi
- 235 – Muore nei pressi dell'attuale Magonza l'imperatore romano Alessandro Severo (ucciso probabilmente da uomini delle sue legioni). Muore con lui anche sua madre Giulia Mamea;
- 363 – Il Tempio di Apollo Palatino a Roma è danneggiato da un incendio;
- 1279 – Vittoria mongola nella battaglia dello Yamen e fine della Dinastia Song in Cina;
- 1687 – L'esploratore René Robert Cavelier de La Salle è ucciso da Pierre Duhaut, mentre conduce ricerche alla sorgente del fiume Mississippi;
- 1792 – Papa Pio VI pubblica l'enciclica "In Gravissimis", sulle dispense papali nei confronti del clero francese perseguitato e la "Novae Hae Litterae", sulla situazione della Chiesa in terra di Francia, sulla disubbidienza di vescovi e chierici intorno alla Costituzione civile del clero in Francia, sulla nuova e perentoria ammonizione contro gli scismatici francesi;
- 1799 – Napoleone Bonaparte inizia l'Assedio di San Giovanni d'Acri;
- 1831 – Prima rapina in una banca americana: presa di mira la City Bank of New York; bottino 245.000 dollari;
- 1834 – Papa Gregorio XVI dona il corpo di Santa Ciriaca a Giuseppangelo de Fazio nativo di Pianella;
- 1861 – Finisce la prima guerra Taranaki in Nuova Zelanda;
- 1865 – Guerra di secessione americana: battaglia di Bentonville;
- 1915 – Plutone è fotografato per la prima volta, ma non ancora riconosciuto come un nuovo pianeta;
- 1916 – Primo combattimento aereo degli Stati Uniti d'America: otto aeroplani attaccano le truppe del rivoluzionario Pancho Villa;
- 1918 – Il Congresso degli Stati Uniti d'America stabilisce il fuso orario e approva l'ora legale estiva;
- 1920 – Gli Stati Uniti d'America rigettano per la seconda volta il Trattato di Versailles;
- 1932 – Inaugurazione del ponte di Sydney;
- 1941 – Londra subisce il bombardamento aereo tedesco più pesante durante la seconda guerra mondiale;
- 1944 – La Germania occupa l'Ungheria;
- 1945 – Seconda guerra mondiale: Adolf Hitler emette il suo Decreto Nerone con cui dispone la distruzione di ogni industria, installazione militare e di servizio presenti in Germania;
- 1946 – Guyana francese, Guadalupa, Martinica e Riunione diventano Dipartimenti d'oltremare della Francia;
- 1954 – Primo incontro di boxe televisivo a colori: Joey Giardello batte Willie Tory in sette round al Madison Square Garden;
- 1956 – Cuba, Fidel Castro crea il Movimento del 26 luglio;
- 1958 – Nasce l'Assemblea parlamentare europea;
- 1972 – Firma del trattato di amicizia tra India e Bangladesh;
- 1981
  - Incidente durante un test dello Space Shuttle Columbia: tre morti e cinque feriti;
  - Papa Giovanni Paolo II celebra messa alla Finsider di Terni e pranza con gli operai: è la prima volta che un papa entra in una fabbrica;
- 1994 – A Casal di Principe viene assassinato in chiesa don Giuseppe Diana, noto per il suo impegno nella lotta alla Camorra;
- 2002
  - Con l'Operazione Anaconda gli Stati Uniti d'America concludono la guerra in Afghanistan iniziata il 2 marzo;
  - Il giuslavorista Marco Biagi viene colpito da 6 proiettili sulla soglia di casa sua, a Bologna, sparati dai terroristi delle Nuove Brigate Rosse. È il loro secondo omicidio dopo quello di Massimo D'Antona nel 1999;
- 2004 – Il presidente taiwanese Chen Shui-bian viene ferito a colpi di pistola il giorno prima delle elezioni presidenziali della nazione;
- 2006 – Si chiudono a Torino i IX Giochi paralimpici invernali;
- 2011 – La coalizione tra Stati Uniti d'America, Francia, Spagna, Regno Unito, Canada e Italia dà il via all'operazione "Odissey Dawn": si apre la guerra in Libia contro il regime del colonnello Mu'ammar Gheddafi;
- 2012 – A Tolosa un killer uccide tre bambini e un insegnante in una scuola ebraica;
- 2013 – Città del Vaticano, in Piazza San Pietro, si svolge la messa di inizio pontificato di papa Francesco alla presenza di capi di Stato e di governo di oltre 130 delegazioni, e migliaia di fedeli.

## Nati
Ci sono circa 1 240 voci su persone nate il 19 marzo; vedi la pagina Nati il 19 marzo per un elenco descrittivo o la categoria Nati il 19 marzo per un indice alfabetico.

## Morti
Ci sono circa 500 voci su persone morte il 19 marzo; vedi la pagina Morti il 19 marzo per un elenco descrittivo o la categoria Morti il 19 marzo per un indice alfabetico.

## Feste e ricorrenze

### Civili
Internazionali:
- Festa del papà: Andorra, Belgio, Bolivia, Croazia, Honduras, Italia, Liechtenstein, Mozambico, Portogallo, Spagna e Svizzera.

Nazionali:
- Svizzera: Canton Ticino, giorno festivo, ricorrenza di San Giuseppe

### Religiose
Cristianesimo:
- San Giuseppe, sposo della Beata Vergine Maria, patrono universale della Chiesa cattolica
- Sant'Alcmondo, martire
- San Giovanni abate
- San Quinto e compagni martiri
- Beato Andrea Gallerani, laico
- Beato Giovanni da Parma (Burralli), francescano
- Beato Isnardo da Chiampo, sacerdote domenicano
- Beato Jaime Llach Candell, sacerdote e martire
- Beato Marcel Callo, martire a Mauthausen
- Beato Marco da Montegallo, francescano
- Beato Narciso Turchan, sacerdote e martire a Dachau
- Beato Ramón Llach Candell, sacerdote e martire
- Beata Sibillina Biscossi, domenicana
- Beato Vincenzo Prennushi (Kolë), vescovo e martire

Religione romana antica e moderna:
- Quinquatria, in onore di Minerva
- Natale di Minerva sull'Aventino
- Festa degli artigiani (Artificum dies)
- Ancilia moventur
- Processione dei Salii nel Comizio (Saltatio Saliorum in Comitio)